# Apasionada
Apasionada é uma telenovela mexicana, produzida pela Televisa e exibida em 1964 pelo Telesistema Mexicano.

## Elenco
- José Gálvez
- Carmen Montejo
- Anita Blanch
- Yolanda Ciani